# 小花繁缕
小花繁缕（学名：Stellaria media var. micrantha）为石竹科繁缕属下的一个变种。
属于台湾桤木群系，分布在台湾中央山脉各山地，海拔1500米至2500米的范围。以北部为多，呈小面积分布，多在溪边及路旁，为破坏后的次生类型。